# 県民手帳
県民手帳（けんみんてちょう）は、日本の県もしくはその外郭団体である県統計協会が毎年発行している手帳（スケジュール帳）である。日本全国の多くの県で発行されており、県の統計資料や公共機関ほか、県民向けの生活情報などが掲載されている。

## 概要

### 歴史
長野県によれば、昭和初期に国勢調査の統計調査員向けに作成されたものが始まりである。特に1960年（昭和35年）に実施された第9回国勢調査（大規模調査）に前後して現在のような形となり、県民手帳として発行を開始した県が多かった。長野県統計協会では1961年（昭和36年）から県民手帳を発行しており、それが使いやすいと評判を呼んで広く県民に市販するようになった。
滋賀県では1955年（昭和30年）から県民手帳の発行を開始したが、1920年（大正9年）10月1日に第1回国勢調査が行われてから100周年を迎える2020年（令和2年）を節目として調べたところ、1955年（昭和30年）版から1973年（昭和48年）版の県民手帳は発行元の滋賀県統計協会でも保存していないことが判明したため、県民に情報提供を呼びかけた。その結果、翌2021年（令和3年）2月までに全ての年の県民手帳が発見された。

### 販売
県民手帳を発行している県では、毎年10月から12月頃に県や市町村の公式ウェブサイトに案内が掲載される。価格は県により異なり、300円から1,000円と幅があるが、500円から700円の県が多い。販売は県庁や市町村役場のほか、県によっては書店や文具店、コンビニエンスストアなどで取り扱う場合もある。近年はネット通販も行われており、基本的には県内在住者向けに発行・販売されてきたものだが、近年はインターネットにより存在が認知された結果、一種のコレクションとして他県の県民手帳を購入するファンもいる。

### 発行部数
石川県統計協会の調べによれば、全国の発行部数は確認できただけでも、2014年（平成26年）度版は80万8,507部、2015年（平成27年）度版は83万9,370部、2016年（平成28年）度版は84万1,400部と、年々増加傾向にある。
2013年（平成25年）度版の発行部数が最も多かったのは長野県の5万5,000部で、これに茨城県、新潟県、群馬県が4万部台で続いた。2016年（平成28年）度版の発行部数は、1位が長野県（7万部）、2位が茨城県（4万4,000部）、3位が群馬県・新潟県（4万部）で、同年の県民1人当たりの発行部数は、1位の長野県に次ぎ、2位が山形県（発行部数3万3000部）であった。

### 内容
県により多少異なるが、以下の情報を掲載するものが多い。
- 県勢や市町村勢の統計データ（人口の推移など）
- 県内の地図・路線図
- 県庁、市役所と町村役場の所在地と連絡先、県内の主要公共機関・公共施設などの情報、緊急時の相談窓口や災害避難などの情報
- 県議会議員、県選出国会議員の連絡先
- 県の記録（主にその県が日本一の事項を列挙）
- 県のシンボル（県章・県旗・県木・県花・県鳥）とその由来
- 県民歌および県内で愛唱されている民謡
- 県内の主な年中行事（伝統行事、祭り、イベントなど）
- 県内の名所、名物、ご当地グルメなど

## 県別発行状況
2023年（令和5年）現在、北海道、東京都、神奈川県、京都府、大阪府、兵庫県、広島県、長崎県の8都道府県を除く、全国39県で県民手帳を発行している。
発行していない8都道府県のうち、北海道、神奈川県、京都府では過去に手帳を発行していたが、いずれも統計協会の解散に伴い、2011年（平成23年）前後に発行を終了した。
長崎県は2021年（令和3年）版（2020年（令和2年）発行）を最後に発行を終了した。
広島県でも1951年（昭和26年）から『広島県民手帳』を広島県統計協会から発行していたが、販売数の減少を理由として、2022年（令和4年）版（2021年（令和3年）発行）を最後に発行を終了した。
東京都、大阪府、兵庫県では手帳を発行したことがない。兵庫県は2008年（平成20年）12月18日に朝日放送で放送された番組『ムーブ!』の取材に対し「県の成立から現在に至るまで、県民手帳を作成・発行したことはない」と回答している。
神奈川県統計協会では『かながわ県民手帳』を発行していた。県名は「かながわ」と平仮名表記である。2011年に神奈川県統計協会が解散したため、2011年（平成23年）版（2010年（平成22年）発行）を最後に発行を終了した。
北海道統計協会では『道民手帳』を発行していたが、北海道統計協会の解散に伴い、2012年（平成24年）度版（2011年（平成23年）発行）を最後に発行を終了した。
また、三重県では、2005年（平成17年）に県統計協会の解散を受けて県民手帳を一旦廃止したが、復活の要望が多かったため、2014年（平成26年）秋に『三重県民手帳 2015年版』の発行を10年ぶりに再開した。
なお、京都府による公式な府民手帳ではないが、民間の出版社である光村推古書院（本社：京都市中京区）から、京都の情報を掲載したスケジュール帳『京都手帖』が書籍扱いで毎年刊行されている。内容は京都の年中行事や和菓子、文化施設一覧、社寺拝観データ、巻末地図（京都市広域地図、観光地図、鉄道・バス路線図、きっぷ情報など）。ただし情報の内容は京都市周辺が中心で、都道府県の公式手帳のように府内の情報や統計を網羅したものではない。
滋賀県と大分県は2023年（令和5年）度を最後に発行を終了した。